# Liebe und Anarchie (Fernsehserie)
Liebe und Anarchie (schwedischer Originaltitel: Kärlek & Anarki) ist eine schwedische Dramedy-Serie. Produziert wurde sie von der Produktionsfirma FLX, die bereits die Netflix-Serie Quicksand – Im Traum kannst du nicht lügen umgesetzt hat. Die erste Staffel der Serie erschien mit deutscher Synchronisation am 4. November 2020 weltweit auf Netflix. Eine zweite Staffel wurde am 16. Juni 2022 bei Netflix veröffentlicht.

## Handlung
Sofie ist eine ambitionierte Beraterin und verheiratete Mutter zweier Kinder. Als Sofie den Auftrag erhält, einen alteingesessenen Verlag neu zu strukturieren, beginnt ihr extrem geordnetes Leben aus den Fugen zu geraten. Sie begegnet dem jungen IT-Experten Max und beginnt mit ihm einen unerwarteten und gewagten Flirt. Dabei fordern sich beide gegenseitig dazu heraus, Dinge zu tun, die etablierten sozialen Normen widersprechen. Aus den harmlosen Spielchen wird bald bitterer Ernst, als die Herausforderungen und die daraus resultierenden Konsequenzen größer und unkontrollierbarer werden.

## Besetzung und Synchronisation
Die deutsche Synchronisation entstand unter dem Dialogbuch sowie der Dialogregie von Nana Spier durch die Synchronfirma FFS Film- & Fernseh-Synchron in Berlin.
| Rolle                | Schauspieler         | Synchronsprecher                                    |
| -------------------- | -------------------- | --------------------------------------------------- |
| Sofie Rydman         | Ida Engvoll          | Yvonne Greitzke                                     |
| Max Järvi            | Björn Mosten         | Julian Tennstedt                                    |
| Ronny Johansson      | Björn Kjellman       | Bodo Wolf (Staffel 1) Stephan Baumecker (Staffel 2) |
| Denise Konar         | Gizem Erdogan        | Magdalena Helmig                                    |
| Friedrich Jägerstedt | Reine Brynolfsson    | Lutz Schnell                                        |
| Johan Rydman         | Johannes Bah Kuhnke  | Alexander Doering                                   |
| Lars Fagerström      | Lars Väringer        | Reinhard Scheunemann                                |
| Isabell Rydman       | Elsa Agemalm Reiland | Magdalena Montasser                                 |
| Frank Rydman         | Benjamin Shaps       | Luca Hinz                                           |
| Alex Ulyanov         | Ejke Blomberg        | Jonas Lauenstein                                    |
| Caroline Dahl        | Carla Sehn           | Luisa Wietzorek                                     |
| Tom Rosén            | Ruben Lopez          | Tobias Nath                                         |

## Episodenliste

### Staffel 1
| Nr.                                                                     | Deutscher Titel                                    | Originaltitel                      | Regie         | Drehbuch                    |
| ----------------------------------------------------------------------- | -------------------------------------------------- | ---------------------------------- | ------------- | --------------------------- |
| 1                                                                       | Wie alles begann                                   | Hur allt började                   | Lisa Langseth | Lisa Langseth               |
| 2                                                                       | Überrasch mich                                     | Överraska mig                      | Lisa Langseth | Lisa Langseth & Alex Haridi |
| 3                                                                       | StreamUs                                           | StreamUs                           | Lisa Langseth | Alex Haridi                 |
| 4                                                                       | Festanstellung                                     | Fast anställning                   | Lisa Langseth | Amanda Högberg              |
| 5                                                                       | Die Buchmesse                                      | Bokmässan                          | Lisa Langseth | Antonia Pyk                 |
| 6                                                                       | Gewissensbisse                                     | Ånger                              | Lisa Langseth | Amanda Högberg              |
| 7                                                                       | Ayahuasca                                          | Ayahuasca                          | Lisa Langseth | Alex Haridi                 |
| 8                                                                       | Die Gegenwart, die Ewigkeit und das Maßnahmenpaket | Nuet, evigheten och åtgärdspaketet | Lisa Langseth | Lisa Langseth               |
| Am 4. November 2020 wurde die erste Staffel bei Netflix veröffentlicht. |                                                    |                                    |               |                             |

### Staffel 2
| Nr.                                                                   | Deutscher Titel                                            | Originaltitel                                                                           | Regie         | Drehbuch          |
| --------------------------------------------------------------------- | ---------------------------------------------------------- | --------------------------------------------------------------------------------------- | ------------- | ----------------- |
| 1                                                                     | Jetzt ist alles anders                                     | Allt är annorlunda nu                                                                   | Lisa Langseth | Lisa Langseth     |
| 2                                                                     | Jägerstedt Publishing                                      | Jägerstedt Publishing                                                                   | Lisa Langseth | Alex Haridi       |
| 3                                                                     | Der Sensitivity Consultant                                 | Sensitivitetskonsulten                                                                  | Lisa Langseth | Maria Nygren      |
| 4                                                                     | Literatur stirbt durch euch!                               | Litteraturmördare!                                                                      | Lisa Langseth | Josefin Johansson |
| 5                                                                     | Autorenkreuzfahrt                                          | Författarkryssning                                                                      | Emma Bucht    | Josefin Johansson |
| 6                                                                     | Exorzismus                                                 | Exorcism                                                                                | Emma Bucht    | Maria Nygren      |
| 7                                                                     | Was ist authentisch und ist das wirklich wichtig?          | Vad är äkta och spelar det någon roll?                                                  | Emma Bucht    | Alex Haridi       |
| 8                                                                     | Kunst, Liebe, Kapitalismus und der Mut, etwas zu verändern | Konsten, kärleken, kapitalismen och modet att förändra grundförutsättningarna för dessa | Emma Bucht    | Lisa Langseth     |
| Am 16. Juni 2022 wurde die zweite Staffel bei Netflix veröffentlicht. |                                                            |                                                                                         |               |                   |

## Rezeption
Wolfgang Höbel schreibt im Spiegel, der Clou des „wunderbar irrwitzigen Drama[s] um Medienmacht und sexuelle Freiheit“ sei es, dass Regisseurin Lisa Langseth über acht Folgen eine Grundprinzip der modernen Serienproduktion karikiere, das mittlerweile kanonisch und ein bisschen langweilig geworden sei: die Regel, dass die Überraschung des Zuschauers oberstes Gebot sein sollte und jede noch so groteske Wendung rechtfertige. „Es dürfte schwer werden, den smarten Wahnwitz dieser Serie zu übertreffen.“